# Ghiacciaio Nemo
Il ghiacciaio Nemo (in inglese Nemo Glacier) è un ghiacciaio situato sulla costa di Fallières, nella parte sud-occidentale della Terra di Graham, in Antartide. Il ghiacciaio, il cui punto più alto si trova 441 m s.l.m., si trova in particolare sull'isola Pourquoi Pas, all'interno della Baia Margherita, e fluisce verso est fino ad entrare nella cala di Nemo.

## Storia
Il ghiacciaio Nemo è stato così battezzato nel 1979 dal Comitato britannico per i toponimi antartici in associazione con la cala di Nemo, a sua volta così chiamata in onore del Capitano Nemo, il comandante del sommergibile Nautilus, protagonista del romanzo di Jules Verne Ventimila leghe sotto i mari.